# Elektroenzephalografie

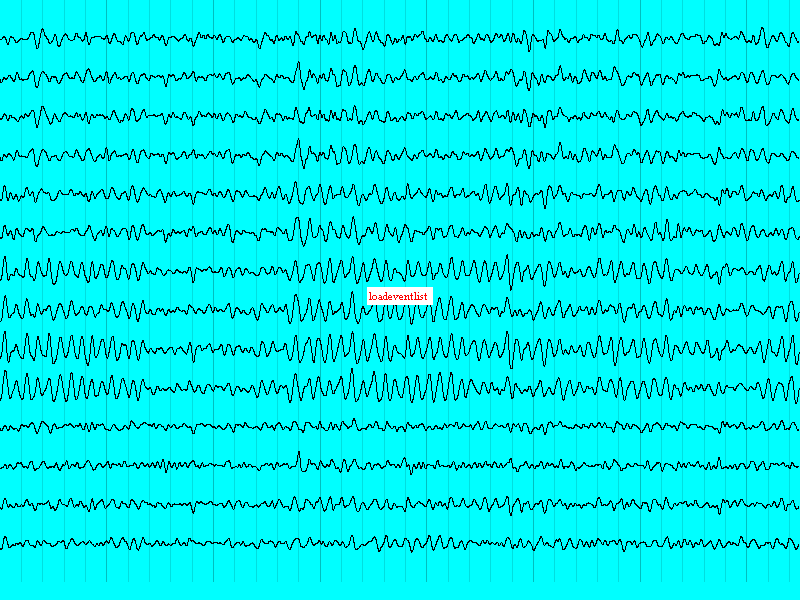
14-kanaliges EEG mit Alpha-Wellen

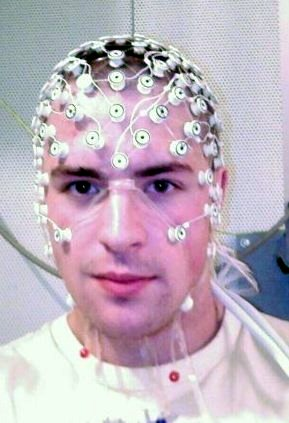
EEG-Haube

Die Elektroenzephalografie (EEG; von altgriechisch ἐγκέφαλος enképhalos, deutsch ‚Gehirn‘, γράφειν gráphein, deutsch ‚schreiben‘) ist eine Methode der medizinischen Diagnostik und der neurologischen Forschung zur Messung der summierten elektrischen Aktivität des Gehirns durch Aufzeichnung der Spannungsschwankungen an der Kopfoberfläche. Das Elektroenzephalogramm (ebenfalls EEG abgekürzt) ist die grafische Darstellung dieser Schwankungen. Das EEG ist neben der Elektroneurografie (ENG) und der Elektromyografie (EMG) eine standardmäßige Untersuchungsmethode in der Neurologie.

## Einführung
Ursache dieser Potentialschwankungen sind physiologische Vorgänge einzelner Gehirnzellen, die durch ihre elektrischen Zustandsänderungen zur Informationsverarbeitung des Gehirns beitragen. Entsprechend ihrer spezifischen räumlichen Anordnung addieren sich die von einzelnen Neuronen erzeugten Potentiale auf, so dass sich über den gesamten Kopf verteilte Potentialänderungen messen lassen.
Zur klinischen Bewertung wird eine Aufzeichnung in mindestens zwölf Kanälen von verschiedenen Elektrodenkombinationen benötigt.
Die Ortsauflösung des üblichen EEGs liegt bei mehreren Zentimetern. Wenn eine höhere Ortsauflösung benötigt wird, so müssen die Elektroden nach neurochirurgischer Eröffnung des Schädels direkt auf die zu untersuchende Hirnrinde aufgelegt werden, womit eine Kortikographie durchgeführt werden kann. Das ist jedoch nur in Sonderfällen z. B. vor epilepsiechirurgischen Eingriffen erforderlich.  In diesem Falle spricht man von einem Elektrocorticogramm (ECoG; in deutscher Schreibung Elektrokortikogramm). Das ECoG ermöglicht eine räumliche Auflösung von unter 1 cm und bietet zusätzlich die Möglichkeit, durch selektive elektrische Reizung einer der Elektroden die Funktion der darunterliegenden Hirnrinde zu testen. Dies kann für den Neurochirurgen z. B. bei Eingriffen in der Nähe der Sprachregion von größter Wichtigkeit sein, um zu entscheiden, welche Teile er entfernen darf, ohne eine Funktionseinbuße fürchten zu müssen (vgl. Wachkraniotomie). Eine noch detailliertere Erfassung von Einzelzellaktivität ist nur im Tierexperiment möglich.
Die resultierenden Daten können von geübten Spezialisten auf auffällige Muster untersucht werden. Es gibt aber auch umfangreiche Software-Pakete zur automatischen Signalanalyse. Eine weitverbreitete Methode zur Analyse des EEGs ist die Fouriertransformation der Daten vom Zeitbereich (also der gewohnten Darstellung von Spannungsänderungen im Verlauf der Zeit) in den sogenannten Frequenzbereich. Die so gewonnene Darstellung erlaubt die schnelle Bestimmung von rhythmischer Aktivität.

## Geschichte
1875 zeigte Richard Caton in Liverpool, dass die Gehirne von Affen und Kaninchen schwache, in der Hirnrinde entstehende elektrische Ströme bzw. Potentialschwankungen erzeugen, die sich durch Sinnesreize beeinflussen lassen. Caton gilt seither vor allem im angloamerikanischen Raum als Entdecker der Elektroenzephalografie.
Im Jahr 1919 führte Walter Dandy in Baltimore die Pneumoenzephalografie ein, welche erstmals eine direkte Hirndiagnostik ermöglichte.
Der ukrainische Physiologe Vladimir Pravdich-Neminsky (auch Volodymyr Volodymyrovych Neminsky), der 1913 die Verwendung des Saitengalvanometers von Willem Einthoven einführte, gehört zu den Forschern, die Catons Entdeckung tierexperimentell bestätigten, und prägte 1925 den Begriff Elektrocerebrogramm.
Der Begriff Elektroenzephalographie geht auf den Neurologen Hans Berger zurück, der 1924 an der Universität Jena die ersten Elektroenzephalographien des Menschen vornahm. Er nannte sie „Elektrenkephalogramme“. Die 1929 publizierte Arbeit über den Nachweis der Aktionsströme mittels EEG beim Menschen nahm auch die populärwissenschaftliche Presse wahr. Die Zeitschrift Kosmos meldete 1930:

„Er hat […] bei Menschen mit Schädellücken Nadelelektroden an der Lücke angesetzt und mit einem hochempfindlichen Galvanometer verbunden, wobei er eine regelmäßige Kurve erhielt.“

Berger entdeckte auch das Phänomen des Alpha-Blocks (auch Berger-Effekt). Hierbei handelt es sich um eine sehr auffällige Veränderung des EEGs, die einsetzt, wenn ein gesunder Proband seine Augen öffnet oder zu erhöhter mentaler Aktivität angehalten wird.

## Messverfahren
Da die auf der Kopfhaut zu messenden Signale in der Größenordnung von 5 bis 100 µV (1 Mikrovolt = 1 Millionstel Volt) liegen, wird ein empfindlicher Messverstärker benötigt. Zur Unterdrückung des allgegenwärtigen Netzbrummens und anderer Störungen wird ein Differenzverstärker mit hoher Gleichtaktunterdrückung benutzt. Aus Gründen der Patientensicherheit ist dieser bei als Medizingerät zugelassenen Elektroenzephalographen als Isolationsverstärker implementiert, wodurch gleichzeitig aber auch die Gleichtaktunterdrückung erhöht wird.
Die vor dem Einsatz von Computern benutzten Geräte leiteten den Ausgang der Differenzverstärker auf einen Messschreiber, das Elektroenzephalogramm wurde auf Endlospapier geschrieben. Die Papiermenge entsprach etwa 120 Blättern für eine Standarduntersuchung von 20 Minuten.
Elektrische Spannungen werden immer zwischen zwei Punkten gemessen. Die Elektroden für das EEG sind jeweils in einem bestimmten System angebracht, wonach verschiedene Arten von Ableitungen unterschieden werden. Üblich ist das 10-20-System; es werden aber auch alternative Montagen wie das 10-10-System, sowie invasive Ableitungen, angewendet.
Beim papierlosen oder Computer-EEG wird das Signal digitalisiert und auf Festplatte oder optischen Medien festgehalten und das EEG vom Neurologen oder Psychiater meist am Bildschirm ausgewertet.

## Verwandte und abgeleitete Methoden
Durch Mittelwertbildung von EEG-Abschnitten, die bestimmten Stimuli folgen, werden evozierte Potentiale und ereigniskorrelierte Potentiale abgeleitet. Hierbei ist teilweise eine größere Bandbreite und Empfindlichkeit der Verstärker nötig, insbesondere bei den Frühen Akustisch Evozierten Potentialen.
Ein anderes Verfahren zur Messung von Hirnströmen, das ebenfalls eine vielfältige Anwendung in der Medizintechnik findet, ist die Indizierung der Gehirnströme anhand ihres Magnetfeldes, welches mithilfe der SQUID-Technologie vermessen wird (siehe auch Magnetoenzephalographie).

## EEG-Frequenzbänder und Graphoelemente
Die makroskopisch sichtbare elektrische Hirnaktivität kann Motive aufweisen, die rhythmischer Aktivität gleichen. Grundsätzlich gleicht das EEG jedoch dem 1/f-Rauschen und enthält keine lang andauernden Oszillationen.
Verschiedene Wachheitsgrade werden von Änderungen des Frequenzspektrums der EEG-Signale begleitet, sodass sich durch eine Analyse der gemessenen Spannungskurven vage Aussagen über den Bewusstseinszustand treffen lassen.
Häufig wird das EEG in Frequenzbänder (sogenannte EEG-Bänder) eingeteilt, wobei die Anzahl von Bändern wie auch die genaue Einteilung von verschiedenen Autoren verschieden angegeben werden. Die Einteilung der Frequenzbänder und deren Grenzen sind historisch bedingt und decken sich nicht durchgehend mit Grenzen, die aufgrund modernerer Untersuchungen als sinnvoll gelten. So wurde beispielsweise das Theta-Band in einen Bereich Theta 1 und Theta 2 aufgeteilt, um den unterschiedlichen Bedeutungen der Teilbereiche Rechnung zu tragen. Im Neurofeedback wird der Bereich 12 bis 15 Hz auch als SMR-Band (Sensorimotor Rhythm) bezeichnet.

EEG-Signal von einer Sekunde Dauer

Die EEG-Auswertung erfolgt traditionell durch Mustererkennung des geschulten Auswerters. Insbesondere für Langzeit- und Schlaf-EEGs werden auch Software-Algorithmen zur assistierten oder automatischen Auswertung eingesetzt, die diese Mustererkennung nachbilden sollen. Dies gelingt einfacher für die hauptsächlich im Frequenzbereich definierten EEG-Bänder, etwas schwieriger für sonstige Graphoelemente, typische Muster im EEG.
So deutet z. B. ein sehr asynchrones Muster aller Frequenzbänder auf starke emotionale Belastung oder Verlust der willentlichen Kontrolle hin, während vermehrt langsame Wellen bei gleichzeitig wenigen schnellen Wellen auf einen Schlaf- oder einen Döszustand hinweisen.

### Delta-Wellen

Delta-Wellen

Delta-Wellen weisen eine niedrige Frequenz von 0,1 bis <4 Hz auf. Sie sind typisch für die meist traumlose Tiefschlafphase (N3, slow wave sleep SWS). Bei Säuglingen sind sie auch im Wach-EEG physiologisch. Bei älteren Kindern können sie in den normalen occipitalen Grundrhythmus eingelagert (delta de jeunesse, posterior slow waves of the youth) und so unter Umständen bis in das junge Erwachsenenalter anzutreffen sein. Unter pathologischen Bedingungen treten sie auch im Wachzustand fokal (umschrieben) oder generalisiert (diffus) auf und zeigen dann eine Hirnfunktionsstörung oder Hirnläsion an. Beispiele sind Delta-(Theta-)Herde bei umschriebenen tiefliegenden Hirnläsionen (z. B. Hirnblutung, Hirninfarkt, Hirntumor), die frontale, intermittierende Delta-Aktivität (FIRDA) im Rahmen von Hirnfunktionsstörungen und die temporale, intermittierende Delta-Aktivität bei Temporallappenepilepsien (Schläfenlappen-Epilepsien).

### Theta-Wellen

Theta-Wellen

Als Theta-Welle wird ein Signal im Frequenzbereich zwischen 4 und <8 Hz bezeichnet. Theta-Wellen treten vermehrt bei Schläfrigkeit und in den leichten Schlafphasen N1 und N2 auf. Im Wachzustand sind sie bei Kleinkindern physiologisch normal. Bei jungen, gesunden Erwachsenen sind diese häufig im niedrigamplitudigen Bereich (< 30 µV) anzutreffen. Bei Erwachsenen können sie auf eine Hirnfunktionsstörung oder eine Hirnläsion hinweisen (s. Delta-Wellen).

### Alpha-Wellen

Alpha-Wellen

Als Alpha-Welle wird ein Signal im Frequenzbereich zwischen 8 und <13 Hz bezeichnet. Ein verstärkter Anteil von Alpha-Wellen wird mit leichter Entspannung bzw. entspannter Wachheit, bei geschlossenen Augen, assoziiert. Alpha-Wellen werden als emergente Eigenschaft betrachtet.
Alpha-Wellen treten hauptsächlich bei geschlossenen Augen auf und werden mit dem Öffnen der Augen durch Beta-Wellen ersetzt (Berger-Effekt). Den gleichen Effekt erreicht man bei geschlossenen Augen, wenn man z. B. eine einfache Rechenaufgabe im Kopf zu lösen beginnt.

### Beta-Wellen

Beta-Wellen

Als Beta-Welle wird ein Signal im Frequenzbereich zwischen 13 und etwa 30 Hz bezeichnet. Das Auftreten von Beta-Wellen hat verschiedene Ursachen und Bedeutungen, z. B. kommen Beta-Wellen bei etwa 8 % aller Menschen als normale EEG-Variante vor. Beta-Wellen entstehen aber auch als Folge der Einwirkung bestimmter Psychopharmaka oder des REM-Schlafs. Physiologisch treten β-Oszillationen außerdem z. B. beim konstanten Anspannen eines Muskels oder bei aktiver Konzentration auf. Dies kann bei ungenügend entspannten Patienten die Unterscheidung zwischen Beta-Wellen und Muskelartefakten schwierig machen.

### Gamma-Wellen

Gamma-Wellen

Als Gamma-Welle wird ein Signal im Frequenzbereich ab etwa 30 Hz bezeichnet. Sie tritt zum Beispiel bei starker Konzentration, Lernprozessen oder dem Meditieren auf. Bei Mönchen mit langjähriger Meditationspraxis werden über 30-fach erhöhte Amplituden gemessen. Neuere Forschungen zeigten das Auftreten des Gammabandes bei der sogenannten Top-Down-Regulierung und der Synchronisation von verschiedenen Hirnarealen zur Integration verschiedener Qualitäten eines Stimulus. Sie sind auf einem EEG-Streifen mit bloßem Auge nicht zu sehen.

### Sharp-Waves
Steile Wellen (englisch sharp waves) bezeichnen, wie ihr Name sagt, steil ansteigende bzw. abfallende EEG-Linien. Sie sind epilepsietypische Potentiale (ETPs). Sie dauern etwa 80–200 ms an, ragen aus der Grundaktivität hervor und sind von den kürzeren Spikes abzugrenzen.
Typisch sind EEG-Muster mit Sharp Waves z. B. für die Rolando-Epilepsie mit zentro-temporalen Sharp Waves. Auch bei der Creutzfeldt-Jakob-Krankheit zeigt sich ein auffälliges EEG mit periodischen Sharp-Wave-Komplexen und beim Martin-Bell-Syndrom sind fokale Sharp Waves nachweisbar.

### Sharp-Slow-Wave
Bei einer Sharp-Slow-Wave handelt es sich um eine Sharp-Wave mit einer nachfolgenden hochgespannten langsamen Welle. Dieses sind meist Delta-Wellen. Auch Sharp-Slow-Waves können in Komplexen auftreten. Dies ist der Fall, falls die Frequenz unter 3 Hz liegt.

### Spike-Waves
Unter einer spitzen Welle (engl. spike wave) versteht man einen EEG-Transienten mit scharfer, negativer Spitze, variabler Amplitude, einer Wellendauer von etwa 20–70 ms (d. h. einer Frequenz von 50–15 Hz), der sich bei normaler Registrierungsgeschwindigkeit/Displaydarstellung deutlich von der Grundaktivität abhebt. Folgt eine hochgespannte langsame Welle (meist Delta-Welle) spricht man von sog. Spikes-Waves-Komplexen. SW-Komplexe treten meist in Gruppen oder Serien, allerdings überwiegend generalisiert, auf. Der „klassische“ SW-Komplex hat eine Frequenz um 3 Hz und tritt vermehrt in REM-Schlafphasen auf.

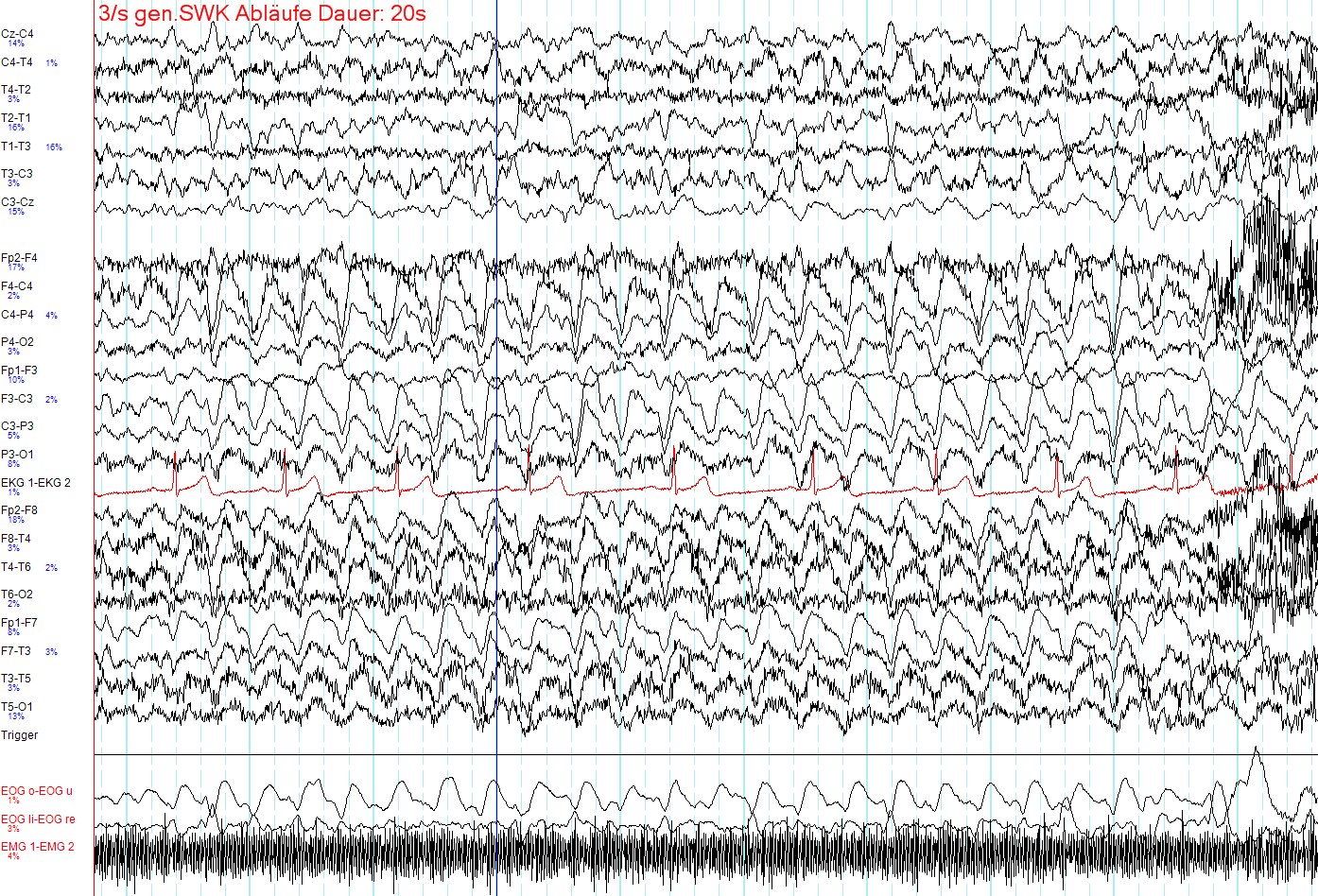
Generalisierter Spike-Wave-Komplex über 20 Sekunden
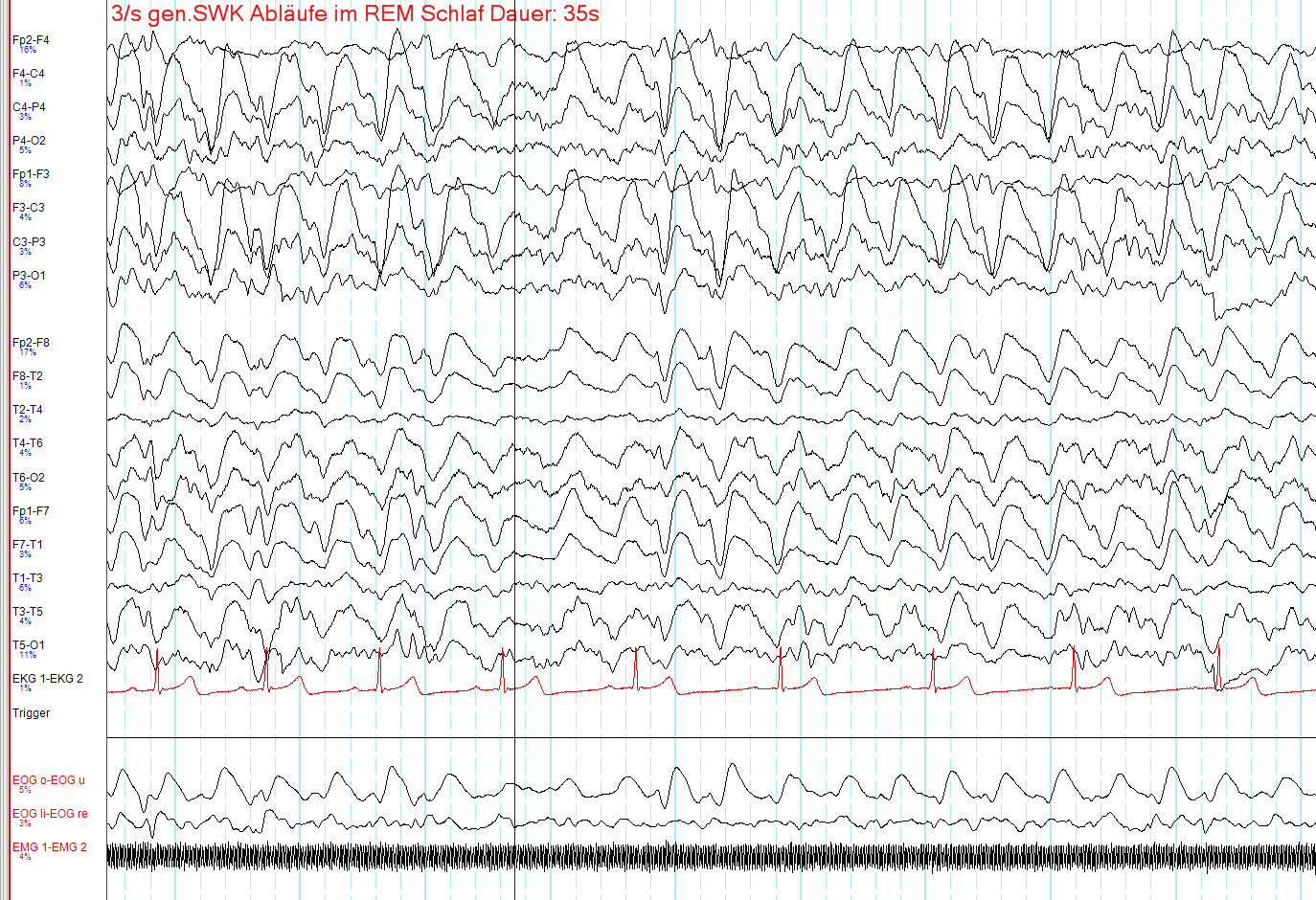
Generalisierter Spike-Wave-Komplex über 35 Sekunden während der REM-Phase

### Slow Cortical Potentials
Slow Cortical Potentials (SCP) ‚langsam veränderliche kortikale Potentialschwankungen‘ sind Potentialschwankungen in der Größenordnung von 100 bis 200 µV und einer zeitlichen Dauer von einer bis wenige Sekunden.
Diese sind damit um ein Vielfaches größer als die EEG-Wellen Delta bis Gamma, sind aber in einem herkömmlichen Elektroenzephalogramm nicht sichtbar, da sie mittels Hochpass-Filter üblicherweise herausgefiltert werden.

### Schlafspindeln

K-Komplex und Schlafspindel in der NREM-Schlafphase

Schlafspindeln sind typische Wellenmuster für die Non-REM-Schlafphase 2 (N2), können aber auch sporadisch bereits in Stadium 1 (N1) nachweisbar sein und treten auch noch im Tiefschlaf (N3, Slow wave sleep SWS) auf. Sie entstehen durch Rückkoppelung in thalamocorticalen Netzwerken und deuten auf eine Hemmung von Wahrnehmungsreizen im Thalamus hin. Schlafspindeln werden daher als schlafstabilisierend angesehen. Durch Frequenzanalyse lassen sich zwei Arten von Spindeln abgrenzen: Spindeln mit 11,5–13,5 Hz haben ein frontales, Spindeln mit 12,5–14,5 Hz ein zentrales Maximum. Unter Barbituraten (z. B. Phenobarbital) und Benzodiazepinen (z. B. Diazepam) kommt es zu einer Zunahme und Frequenzbeschleunigung (bis 15,5 Hz) von Spindeln.

### K-Komplexe
K-Komplexe sind Wellenmuster, die typischerweise in der Non-REM-Schlafphase N2 auftreten, vereinzelt bereits im Wach-Schlaf-Übergang (N1) nachweisbar sein können und auch im Tiefschlaf (N3, SWS) noch anhalten. Die Wellenform ist biphasisch (s. Abb.), mit einem steilen Aufstieg bis zum negativen Maximum, einem etwas langsameren Abfall zur Positivität und anschließend einer Rückkehr zur Nulllinie. Die Amplitude beträgt über 75 µV, teilweise über 200 µV. Eine Schlafspindel kann unmittelbar folgen. Auch Weckreaktionen (Arousals) können durch K-Komplexe eingeleitet werden. Physiologisch handelt es sich um eine EEG-Aktivierung durch externe oder interne Stimuli, so dass K-Komplexe auch als Form evozierter Potentiale angesehen werden können.
So können K-Komplexe spontan auftreten oder durch akustische Reize evoziert werden.

### Vertex-Wellen
Vertex-Wellen sind charakteristisch für den Wach-Schlaf-Übergang, treten aber auch im weiteren Schlafverlauf vor allem im stabilen Leichtschlaf auf. Sie haben eine Dauer von weniger als 200 ms, sind weitgehend symmetrisch und zeigen eine scharfe negative Spitze. Ihr Maximum liegt über dem Vertex. Physiologisch handelt es sich wahrscheinlich um eine stadienspezifische Subgruppe der K-Komplexe.
In der Jugend sind die Vertex-Wellen am steilsten und höchsten, mit zunehmendem Alter werden sie stumpfer.

## Anwendungen in der Medizin
Das Elektroenzephalogramm ist eine Standarduntersuchung der Neurologie.

### Epilepsie
Das Elektroenzephalogramm dient zur Diagnose und Verlaufskontrolle der Epilepsie. Außer durch die hochamplitudige Aktivität während eines Anfalls, fallen besonders geformte Graphoelemente auch im anfallsfreien Intervall auf.

### Hirntod
Das Erlöschen der „Hirnströme“ (also ein Ausbleiben von Spannungsschwankungen im EEG) ist ein Hilfskriterium bei der Bestimmung des Hirntods.

### Koma- und Narkosetiefe
Anhand spezifischer Kriterien, welche sich auf Graphoelemente und Frequenzmodulation des EEG beziehen, können Koma- und Narkosetiefe bestimmt werden.

### Schlafmedizin
In der Schlafmedizin wird (häufig mit einem reduzierten Elektrodensatz) ein Ganznacht-EEG abgeleitet. Aus diesem lassen sich Informationen über die Einschlaflatenz, die Verteilung der Schlafstadien (dargestellt als Hypnogramm), Weckreaktionen (spontan oder infolge äußerer bzw. innerer Störquellen wie z. B. Lärm oder schlafbezogene Atmungsstörungen) und weitere physiologische und pathologische Prozesse im Schlaf gewinnen. Meist wird das EEG im Rahmen der Polysomnographie mit der Messung weiterer physiologischer Parameter kombiniert. Beim EEG, welches zur Schlafstadienanalyse im Schlaflabor verwendet wird, werden – im Vergleich zum kompletten EEG des 10-20-Systems – überwiegend nur einige wenige Ableitungen vollzogen. Standardmäßig, nach Allan Rechtschaffen und Anthony Kales, werden die Kanäle C3 / A2, C4 / A1 abgeleitet.

## Anwendungen außerhalb der medizinischen Diagnostik

### Funktionsphasen
Den oben genannten Grundfrequenzen in den Gehirnströmen können spezifische Funktionsphasen des Gehirns zugeordnet werden. Mit Hilfe von computergestützten Frequenzanalysen wie FFT lassen sich die Übergänge auch in Echtzeit analysieren.
Die Spalte 'Priorisierung' verweist auf die in dieser Phase beobachtete Priorität der Gehirnleistung, die sich ggf. durch gezielte Anregung der Hirnaktivität erzielen lassen oder auch spontan z. B. durch Reizüberflutung oder Reizdeprivation (Meditation) entstehen können. Die Ausprägung dieser Ausrichtung befindet sich noch in der wissenschaftlichen Diskussion.
| Frequenzband | Frequenzband                       | Frequenz  | Zustand | Priorisierung                                                                                             |
| ------------ | ---------------------------------- | --------- | --- | --- |
| Delta (δ)    | Delta (δ)                          | 0,5–<4 Hz | Tiefschlaf, Trance | |
| Theta (θ)    | Niedrig (Theta 1)                  | 4–6,5 Hz  | Hypnagogisches Bewusstsein (Einschlafen), Hypnose, Wachträumen                                                        | |
| Theta (θ)    | Hoch (Theta 2)                     | 6,5–<8 Hz | Tiefe Entspannung, Meditation, Hypnose, Wachträumen                                                                   | Erhöhte Erinnerungs- und Lernfähigkeit, Konzentration, Kreativität, Erleichterung des Meditationszustands |
| Alpha (α)    | Alpha (α)                          | 8–13 Hz   | Leichte Entspannung, Super Learning (Unterbewusstes Lernen), nach innen gerichtete Aufmerksamkeit, geschlossene Augen | Erhöhte Erinnerungs- und Lernfähigkeit                                                                    |
| Beta (β)     | Niedrig (Sensorimotor Rhythm, SMR) | >13–15 Hz | Entspannte nach außen gerichtete Aufmerksamkeit                                                                       | Gute Aufnahmefähigkeit und Aufmerksamkeit                                                                 |
| Beta (β)     | Mittel                             | 15–21 Hz  | Hellwach, normale bis erhöhte nach außen gerichtete Aufmerksamkeit und Konzentration                                  | Gute Intelligenzleistung                                                                                  |
| Beta (β)     | Hoch                               | 21–38 Hz  | Hektik, Stress, Angst oder Überaktivierung                                                                            | Sprunghafte Gedankenführung                                                                               |
| Gamma (γ)    | Gamma (γ)                          | 38–70 Hz  | Anspruchsvolle Tätigkeiten mit hohem Informationsfluss                                                                | Transformation oder neuronale Reorganisation                                                              |

### Bestimmung des Intelligenzquotienten
Viele wissenschaftliche Publikationen legen nahe, dass EEG-Messungen zur Einschätzung des Intelligenzquotienten (IQ) genutzt werden können. Insbesondere die Leistungsdichte der Alpha- und Beta-Bänder korreliert mit dem IQ. Inwieweit die Methode zur Bestimmung in Einzelfällen abseits statistischer Größen angewendet werden kann, ist umstritten.

### Beeinflussung der Gehirnwellen
Gehirnwellen lassen sich nicht nur messen, sondern auch beeinflussen. Das kann durch einen visuellen oder akustischen Reiz geschehen, durch Neurofeedback, durch direkte Manipulation der Gehirnwellen mittels elektrischer Wechselfelder (siehe auch: Transkranielle Magnetstimulation, TMS) oder durch transkranielle Wechselstromstimulation (tACS). Geräte, die das ermöglichen sollen, sind seit den 1980er Jahren unter dem Begriff Mindmachines oder Brainwave Stimulator erhältlich, mit umstrittenem Erfolg.
Beim Neurofeedback wird auf die o. g. Einteilung der EEG-Bänder und damit verbundener Funktionsphasen Bezug genommen. Teils wird zudem eine erhöhte Amplitude innerhalb eines Frequenzbereichs mit spezifischen mentalen Zuständen oder Aktivitäten korreliert.
Die wissenschaftlich umstrittene Hemisphärensynchronisation ist eine Methode, die Hirnaktivitäten dahingehend zu verändern versucht, dass in beiden Hirnhälften gleichartige Hirnwellen gemessen werden.

### Steuerung durch Gehirnwellen
Neuere Forschungen unter dem Schlagwort Brain-Computer-Interface (BCI) erzielen Fortschritte beim direkten Steuern von Computern durch kognitive Prozesse. Unter anderem können Probanden des New York State Department of Health, der State University of New York in Albany sowie der TU Graz (Laboratory of Brain-Computer Interfaces) mithilfe des EEGs einen Mauscursor nach einiger Übung präzise bewegen. Das ist ein gewaltiger Fortschritt, wenn man bedenkt, dass bisherige Studien mit Tieren und Menschen noch mit implantierten Drähten zur Messung der Hirnströme arbeiteten. Diese wurden als Fremdkörper behandelt und vom Körper abgestoßen, die betreffenden Affen überlebten nur wenige Monate.
Seit Ende Mai 2008 bietet die Firma OCZ Technology ein BCI Tool für den Consumer-Markt an, den Neural Impulse Actuator.
Inzwischen haben Brain-Computer-Interfaces mittels EEG bereits Einzug in die medizinische Praxis gehalten und dienen schwergradig gelähmten Menschen zur Kommunikation mit der Außenwelt. Zusätzlich können sie mittels Brainpainting auch ihrer Kreativität Ausdruck verleihen.
Inwieweit Steuerung via EEG in der Militärtechnologie zum Einsatz kommt, ist der Öffentlichkeit nicht unumschränkt zugänglich. Sicher ist, dass es seit Jahren Versuchsprojekte zur kurzzeitigen „körperlosen“ Steuerung von Kampfjets bei extremen Beschleunigungs-Belastungen gibt. Der Trend hierbei geht jedoch eher zu einer rein maschinellen Steuerung, da unter den hohen g-Belastungen auch die Zuverlässigkeit des menschlichen Bewusstseins leidet.

### Gedankenübertragung
Forschern gelang es 2014 in einem Experiment, einfache Gedanken via EEG in binäre Signale umzuwandeln. Diese wurden anschließend über das Internet von Indien nach Frankreich übertragen. Mittels transkranieller Magnetstimulation wurde dort das Signal in das Gehirn eines Versuchsteilnehmers übertragen, wodurch dieser Lichtblitze am Rande seines Blickfeldes wahrnehmen und dadurch die empfangene Botschaft (in Form von binären Nullen und Einsen) verstehen konnte. Die Forscher wollten mit dem Experiment herausfinden, ob es möglich ist, eine direkte Kommunikation zwischen zwei Menschen durch Auslesen und Injizieren der Gehirnaktivität zu ermöglichen.

### Beispiele in Science Fiction, Phantastischer Literatur und Kunst
Im Thriller Firefox von Craig Thomas wird ein experimenteller Düsenjäger durch Gedanken gesteuert. Ein Helm wandelt die Signale des Gehirns in Steuerungsbefehle um. Auch taucht die Idee, Geräte durch Gedankenkraft zu steuern, in vielen Science-Fiction-Büchern auf.
Ein durch den Film Matrix aktuelles Beispiel ist auch die Idee, das Gehirn direkt mit einem Computer zu verbinden und so mit einer virtuellen Welt zu interagieren. Ursprünglich stammt diese Idee von William Gibson (Neuromancer).
Die Performance-Gruppe A Rose Is verwendet seit 2000 Echtzeit-Transformationen ihrer EEGs in Licht und Klang, die sie über ein akustisches Biofeedback aktiv kontrollieren können.
Im Film Futureworld – Das Land von Übermorgen können Träume als Video aufgezeichnet werden, indem die Gehirnströme des Schlafenden in Bildsignale umgewandelt werden.
In der Light-Novel-Reihe Sword Art Online wird ein NerveGear genanntes Gerät verwendet, das die sensorischen und motorischen Areale im Gehirn auslesen und stimulieren kann, um eine künstliche Computerspiel-Realität zu schaffen.

## Literatur

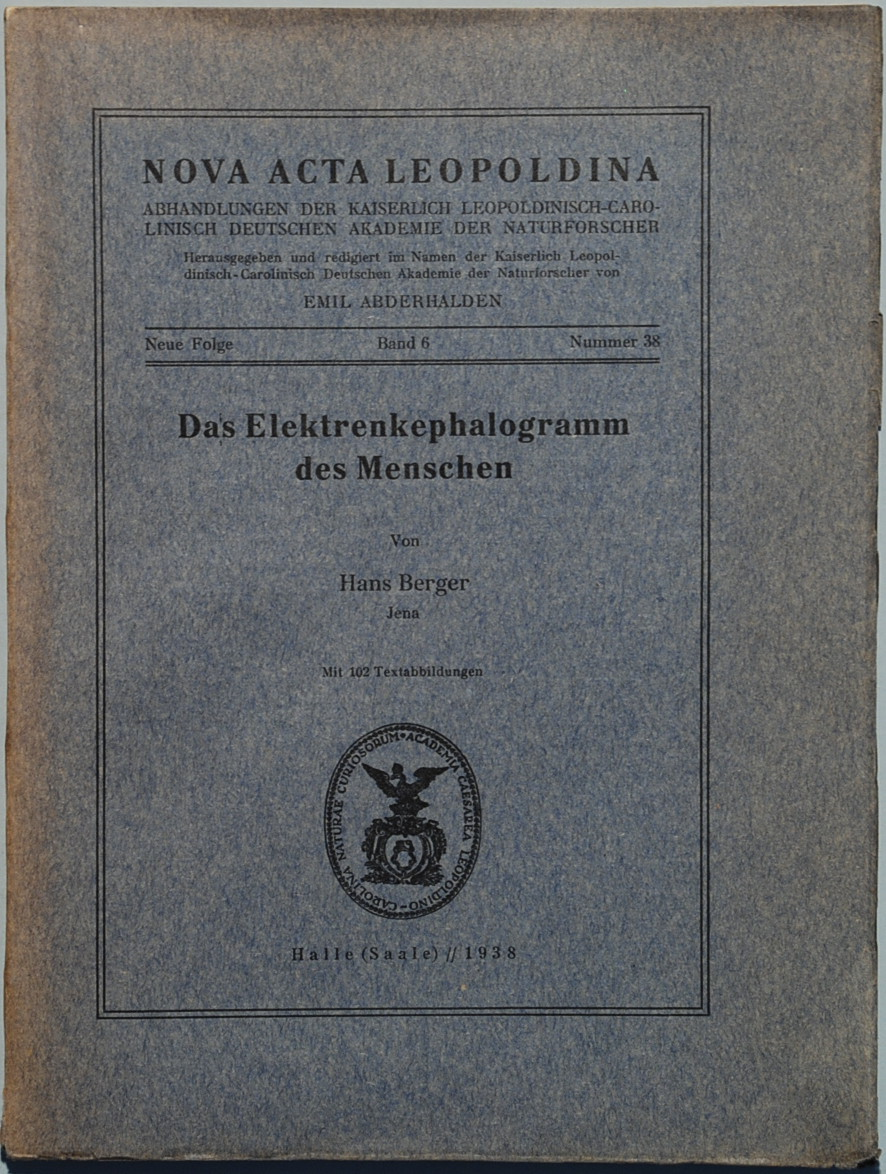
Erste Monographie über das EEG